# Herrensitz Hebersreuth

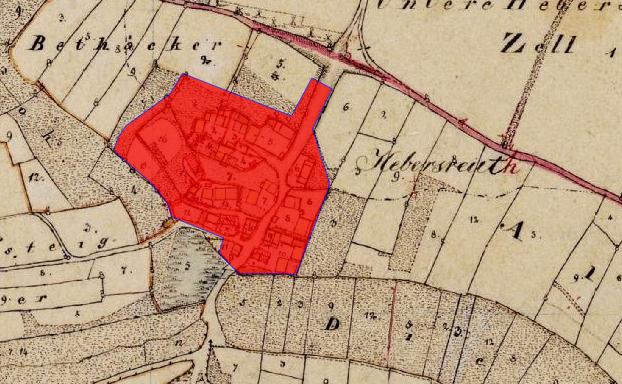
Lageplan von Herrensitz Hebersreuth auf dem Urkataster von Bayern

Der abgegangene Herrensitz Hebersreuth lag in Hebersreuth, einem Gemeindeteil der Stadt Grafenwöhr im oberpfälzischen Landkreis Neustadt an der Waldnaab und heute eine Wüstung im Truppenübungsplatz Grafenwöhr. Die Anlage wird als Bodendenkmal unter der Aktennummer D-3-6336-0027 als „untertägige mittelalterliche und frühneuzeitliche Befunde in der Wüstung ‚Hebersreuth‘“ geführt.

## Geschichte
Dem Namen nach war der Ort eine Rodungssiedlung, deren Gründer vermutlich Herber hieß. Das Dorf wird urkundlich erstmals 1412 genannt, und zwar als Herbersreuth. Der adlige Ott Herbersreuther zu Herbersreuth stiftete darin für sich und seine Familie einen Jahrtag in der Pfarrkirche von Hopfenohe. 1464 wird der Ort Hermannsreuth genannt, ein paar Jahrzehnte danach wieder Herbersreuth. Nach der Karte von Peter Zweidler, der 1597 die erste Karte des Amtes Vilseck  anfertigte (lat. Vera et geometrica delineatio territory civitatis Vilseck, ad Episcopatum Bambergensem pertinentis, cum omnibus Pagis, Villis, Sylvis, Fluviis et Piscinis etc. Authore Petro Zweidlero, Teuschnicense, Matheseos Studioso.), wird das Dorf Hebersreut genannt. 
Hebersreuth bildete zusammen mit Dorfgänlas, Fronhof, Kaundorf, Sommerhau und Zeltenreuth bis zur Ablösung für den Truppenübungsplatz Grafenwöhr 1938 die politische Gemeinde Kaundorf. Bei der Ablösung hatte das Dorf 23 Anwesen und 78 Bewohner. Im Laufe der Jahrzehnte sind die Häuser des Dorfes Hebersreuth bis auf wenige Mauerreste verschwunden. 